# Goldbergspitze
Die Goldbergspitze ist ein 3073 m ü. A. hoher Berg in der Goldberggruppe an der Grenze der Bundesländer Kärnten und Salzburg in Österreich.

## Lage
Die Goldbergspitze liegt in Luftlinie etwas mehr als 600 Meter südwestlich vom Hohen Sonnblick. Von diesem ist sie durch die vergletscherte Kleinfleißscharte getrennt. Von der Goldbergspitze läuft ein Kamm weiter nach Südwesten über den Roten Mann (3097 m) zum Sandkopf (3090 m). Ein zweiter Grat führt nach Südosten über den Tramerkopf (2841 m) zum Alteck (2942 m).

Der Gipfel liegt im Schnittpunkt der drei Gemeinden Heiligenblut, Großkirchheim und Rauris.

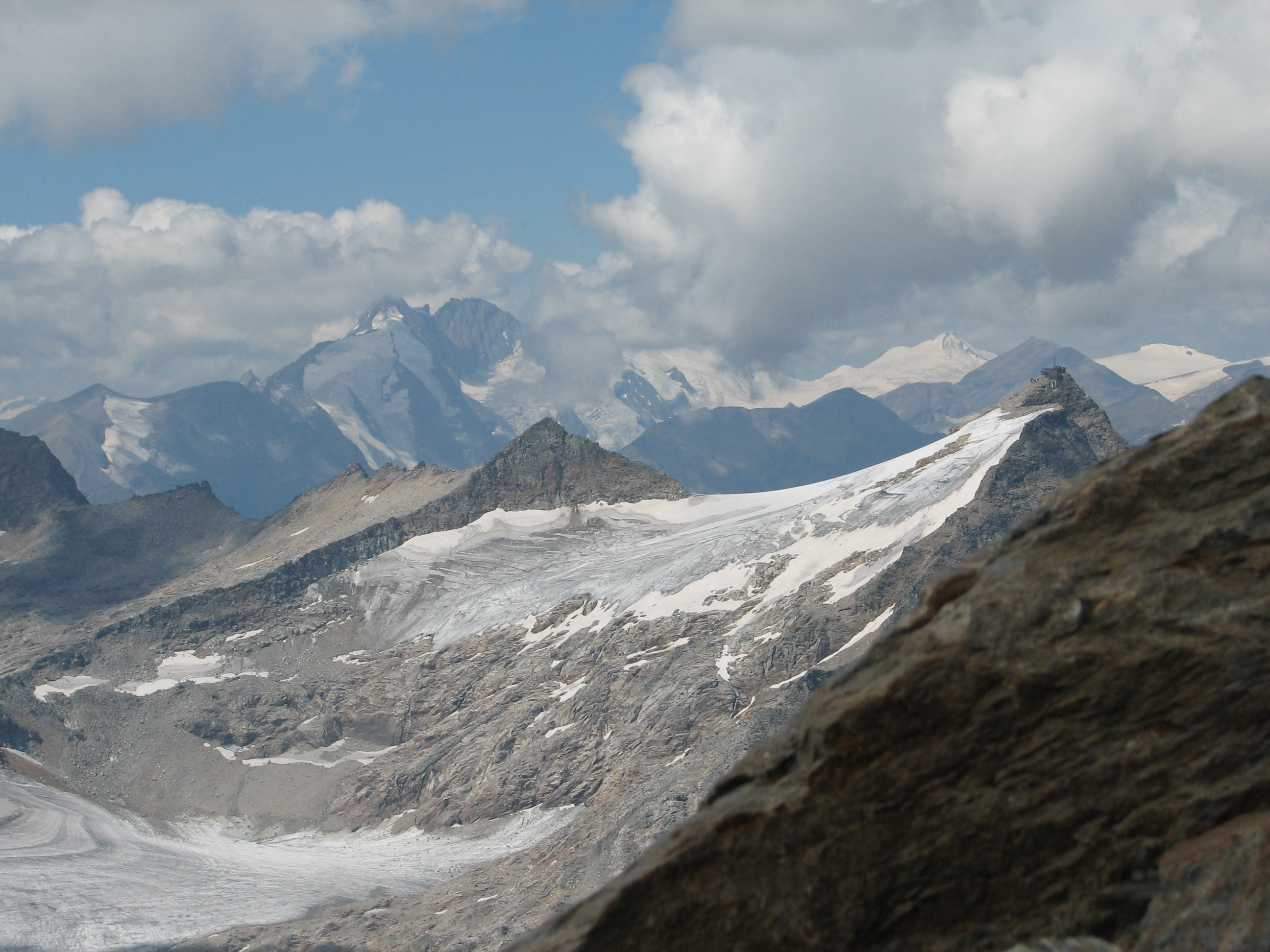
Die Goldbergspitze in der Bildmitte, links dahinter der Großglockner, rechts der Hohe Sonnblick

## Anstiege
Beide Anstiege auf die Goldbergspitze sind anspruchsvoll mit leichten Kletterstellen.

### Vom Zittelhaus
Vom Zittelhaus auf dem Hohen Sonnblick erreicht man in weniger als einem Kilometer die Goldbergspitze. Man steigt vom Zittelhaus nach Süden auf den Gletscher in die Kleinfleißscharte (2974) ab und dann mit leichter Kletterei über den Nordgrat auf die Goldbergspitze.

### Von Großkirchheim
Ausgangspunkt für den Anstieg ist der Parkplatz im Zirknitztal auf 1715 Meter Seehöhe. Diesen erreicht man über eine Asphaltstraße von Döllach im Mölltal. 
Vom Parkplatz geht man den markierten Weg 157 nach Norden die Große Zirknitz entlang. Beim Schrallkaser geht rechts ein Steig weg, der im Tal bleibt. Man folgt links dem bald steil durch einen Wald aufsteigenden Weg. Auf etwa 2000 Höhenmetern erreicht man den Almboden und der Weg wird etwas flacher. Auf 2580 m kommt man am verfallenen Paziseltal Knappenhaus vorbei, wo rechts ein Weg zur Unteren Brettscharte weggeht. Man hält sich links und das Gelände wird felsiger und steiler mit kurzen Kletterstellen im Schwierigkeitsgrad I bis zu einem Punkt knapp über der Oberen Brettscharte. Von hier steigt man in leichter Kletterei etwa 100 Höhenmeter den Südgrat zum Gipfel der Goldbergspitze auf.
Geht man den gleichen Weg zurück, ergibt das eine Streckenlänge von 16 Kilometern mit 1400 Höhenmetern Anstieg, für die man etwa 8 Stunden braucht. Es gibt auf diesem Weg keinen Stützpunkt.

## Hütten, Unterkünfte
Die nächstgelegenen Unterkünfte sind:
- Zittelhaus: Alpenvereinshütte auf dem Gipfel des Hohen Sonnblick mit Winterbetrieb und Winterraum.[5]
- Rojacher Hütte: Alpenvereinshütte mit Winter-Notraum östlich der Goldbergspitze auf dem Zentralalpenweg.[6]
- Wirtshaus Alter Pocher: Alpengasthof westlich des Gipfels auf dem Weg vom Hohen Sonnblick nach Heiligenblut.[7]